# Wyszonki-Piechacze
Wyszonki-Piechacze, Piechacze – dawna wieś w Polsce, następnie niestandaryzowana część wsi Stare Zalesie w województwie podlaskim, w powiecie wysokomazowieckim, w gminie Klukowo. Obejmuje zabudowania po wschodniej części strugi.

## Historia wsi
Prawdopodobnie wieś została zasiedlona w XV w. Zamieszkiwali w niej Wyszyńscy herbu Grabie, Pierzchała i inni.
W roku 1827 w Wyszonkach-Piechaczach były 4 domy i 34 mieszkańców.
W 1933 roku utworzono gromadę Wyszonki-Piechacze w gminie Klukowo, składającą się ze wsi Wyszonki-Piechacze i Stare Zalesie. Po wojnie gromadę Wyszonki-Piechacze przemianowano na Zalesie Stare.
Obecnie nazwa Wyszonki-Piechacze nie figuruje urzędowo, choć nadal widnieje na mapach jako Piechacze.